# Schio
Schio [ˈskiːo; deutsch Schleit] ist eine Stadt mit 38.752 Einwohnern (Stand 31. Dezember 2023) in der italienischen Region Venetien. Sie gehört zur Provinz Vicenza. Schio liegt am Eingang des Leogra-Tales nördlich von Vicenza und östlich vom Gardasee.

## Geschichte
Die Stadt liegt am Fuß des Berges Summano, auf dem man ein römisches Heiligtum des Gottes Pluto gefunden hat, heute der Jungfrau Maria gewidmet.
Der Name Schio stammt aus dem lateinischen Wort escletum, das einen Wald aus einer besonderen Eichenart bezeichnete. Dieses Wort erscheint zum ersten Mal in Unterlagen von Benediktinern aus Vicenza.
Die Ansiedlung entwickelte sich um zwei Hügel – Castello und Gorzone. Auf dem Hügel Castello befindet sich heute ein alter Turm, auf dem Hügel Gorzone steht ein Dom in klassizistischem Stil.
Im 12. Jahrhundert siedelten sich die ersten Handwerker an, und zwar Müller, Metallbearbeiter und Weber. Schon Anfang des 15. Jahrhunderts wurde Schio zu einem wichtigen Zentrum der Wollproduktion.
In der zweiten Hälfte des 19. Jahrhunderts wurde Schio zum so genannten Manchester Italiens. Alessandro Rossi – wie später auch Conte und Cazzola – gründete Textilfabriken, und seine Firma Lanerossi war die größte im ganzen Land. Alessandro Rossi erwies sich als intelligenter Unternehmer, denn er ließ ein Viertel mit Wohnungen und Kindergärten für seine Mitarbeiter bauen.
Während des Ersten Weltkrieges verteidigten sich die Italiener auf dem Berg Pasubio und auf dem Berg Novegno. Im Zweiten Weltkrieg war Schio auch Kriegszone. Heute ist Schio eine moderne Industriestadt.
Schio ist ebenfalls für Marienerscheinungen des Pietro Renato Baron bekannt.

## Sehenswürdigkeiten
Symbole der Stadt sind der klassizistische Dom, die alte Burg auf dem Hügel Castello, vor allem aber die Weberstatue auf dem Domplatz.
Das Weber-Denkmal aus dem Jahr 1879 ist den Arbeitern von Alessandro Rossi gewidmet: In der Hand hält er das Schiffchen seines Webstuhls. Die Scledenser nennen es „L’Omo“, Dialekt für ‚der Mann’.
Weitere Sehenswürdigkeiten:
- die Franziskanerkirche
- Kirche Santa Maria in Valle
- Kirche St. Anton
- Das Kapuziner-Kloster
- Kloster der Canossianerinnen, Ruhestätte der hl. Sr. Josephine Bakhita
- Industrie-Archäologie: Fabbrica alta, Wollindustrie Rossi, der Jacquard Garten, die Wollfabriken Conte und Cazzola

Treffpunkte für die jungen Scledenser sind der so genannte ‚Baoplatz‘ – ein Parkplatz mit einer roten Statue: eine Seidenraupe, Bao ist Dialekt für Wurm – und das Jugendzentrum Salesiani. Es gibt noch Bars, Pubs und Discos, Bowlingbahnen und ein schönes Schwimmbad.
Markttage sind Mittwoch und Samstag am Vormittag.

## Söhne und Töchter der Stadt
- Olinto De Pretto (1857–1921), Ingenieur und Agrarwissenschaftler
- Josefine Bakhita (1869–1947), Heilige
- Toni Ortelli (1904–2000), Alpinist, Dirigent und Komponist
- Mario Pretto (1915–1984), Fußballspieler und -trainer
- Bruno Gonzato (* 1944), Radrennfahrer
- Andrea „Manne“ Ballarin, Gitarrenhersteller und Gründer der Firma Manna Guitars[2]
- Andrea Ferrigato (* 1969), Radrennfahrer
- Paolo Dal Soglio (* 1970), Kugelstoßer
- Walter Girardi (* 1976), Skirennläufer
- Christian Carlassare (* 1977), römisch-katholischer Ordensgeistlicher, Bischof von Bentiu
- Deborah Toniolo (* 1977), Marathonläuferin
- Luca Rigoni (* 1984), Fußballspieler
- Dj Matrix (* 1987), DJ und Musikproduzent
- Nicola Rigoni (* 1990), Fußballspieler
- Roberta Rodeghiero (* 1990), Eiskunstläuferin
- Elena Vallortigara (* 1991), Leichtathletin
- Elena Bellò (* 1997), Leichtathletin
- Katia Ragusa (* 1997), Radrennfahrerin

## Städtepartnerschaften
- Landshut in Deutschland, seit 1981
- Kaposvár in Ungarn, seit 1990
- Petingen in Luxemburg,  seit 1992

## Bilder

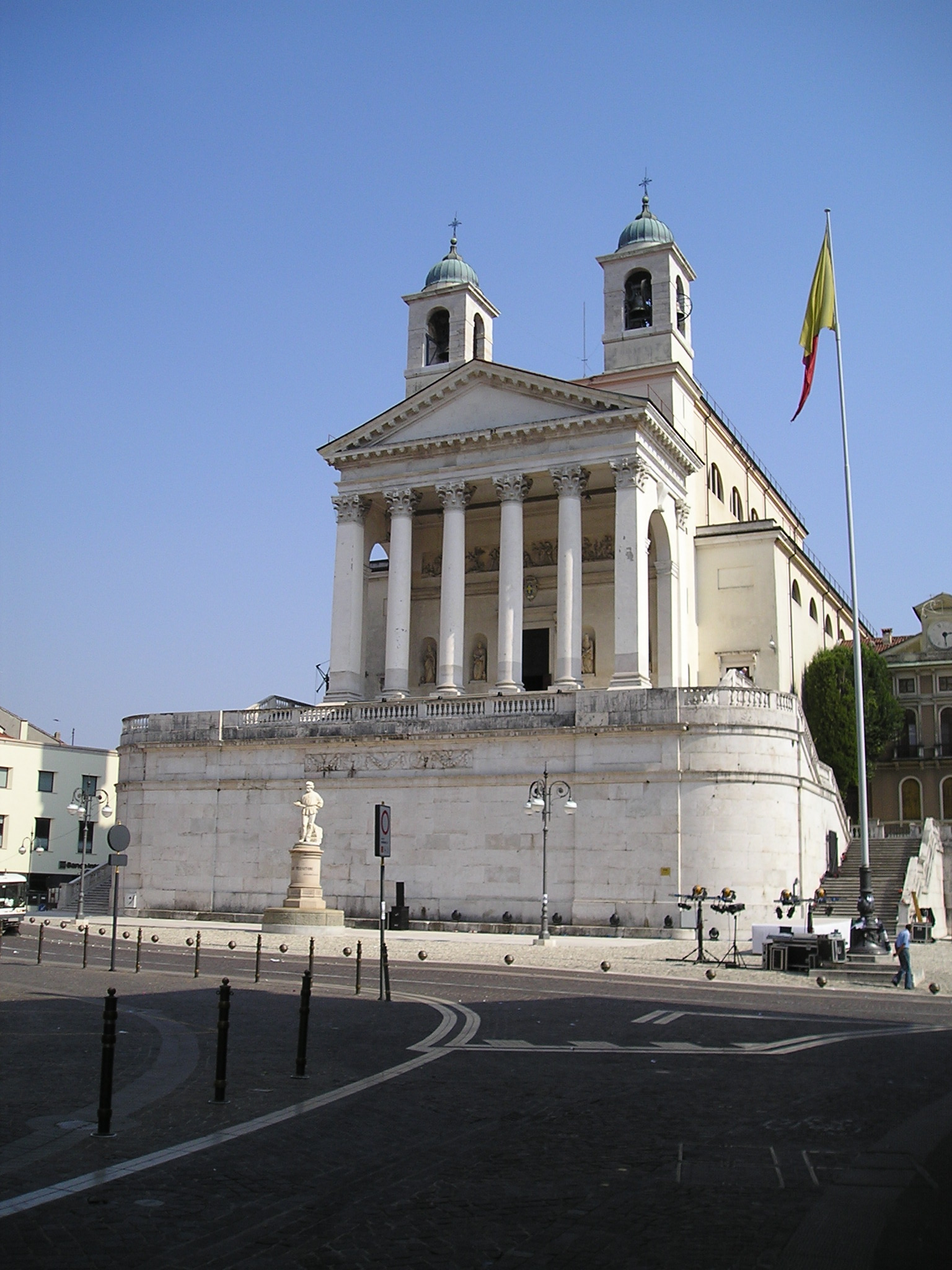
Dom
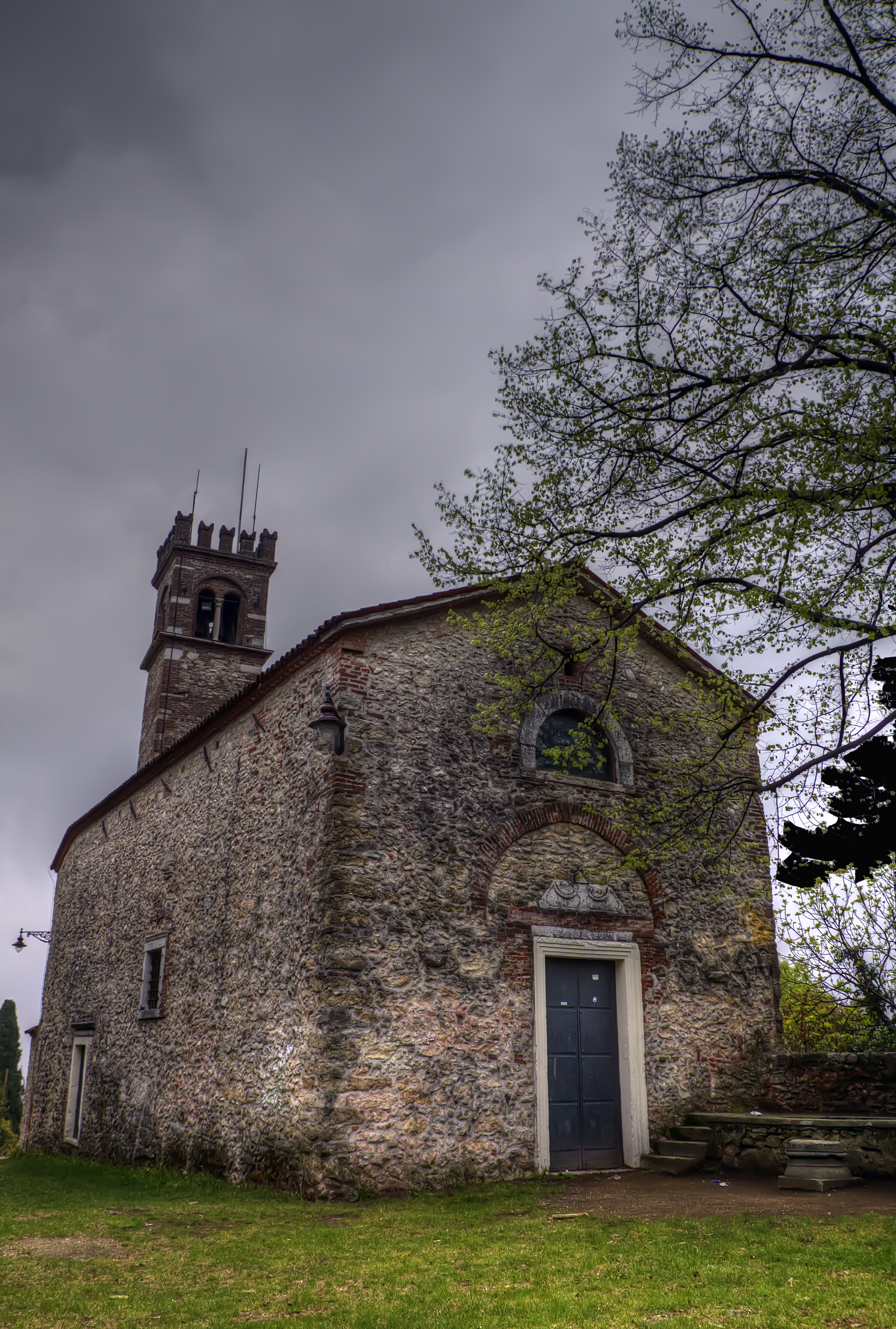
Chiesa di Santa Maria della Neve
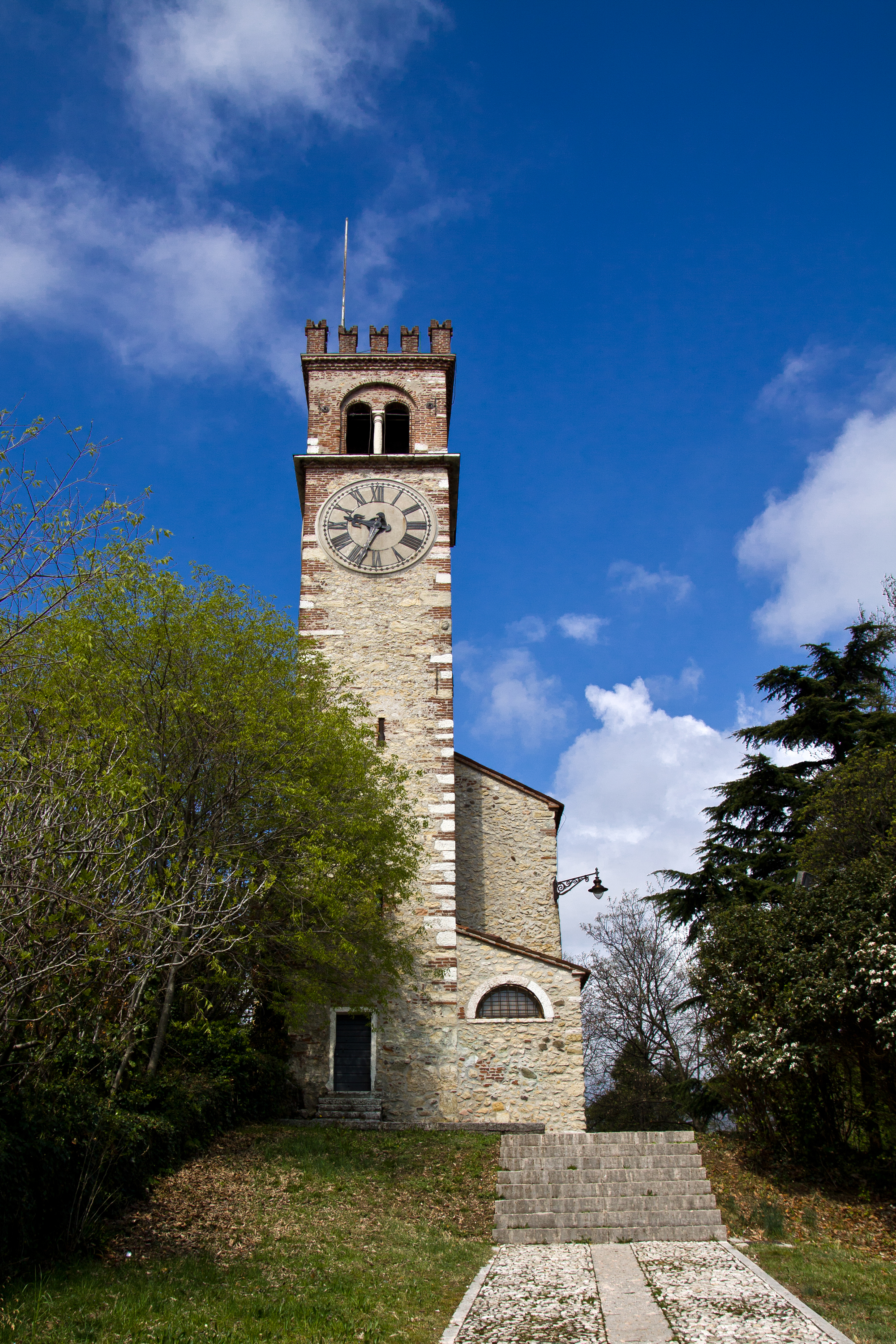
Castello
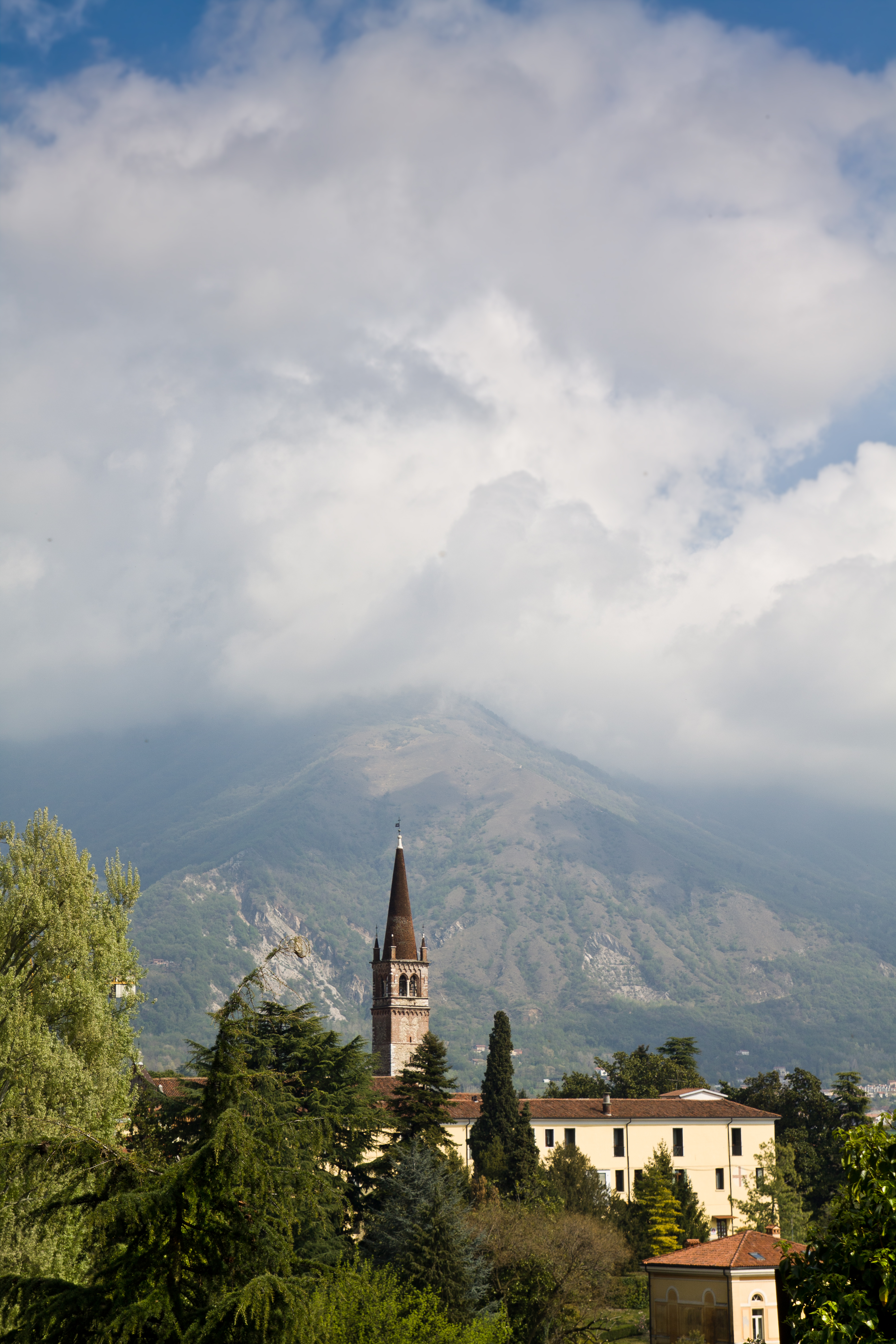
Chiesa di San Francesco in Schio
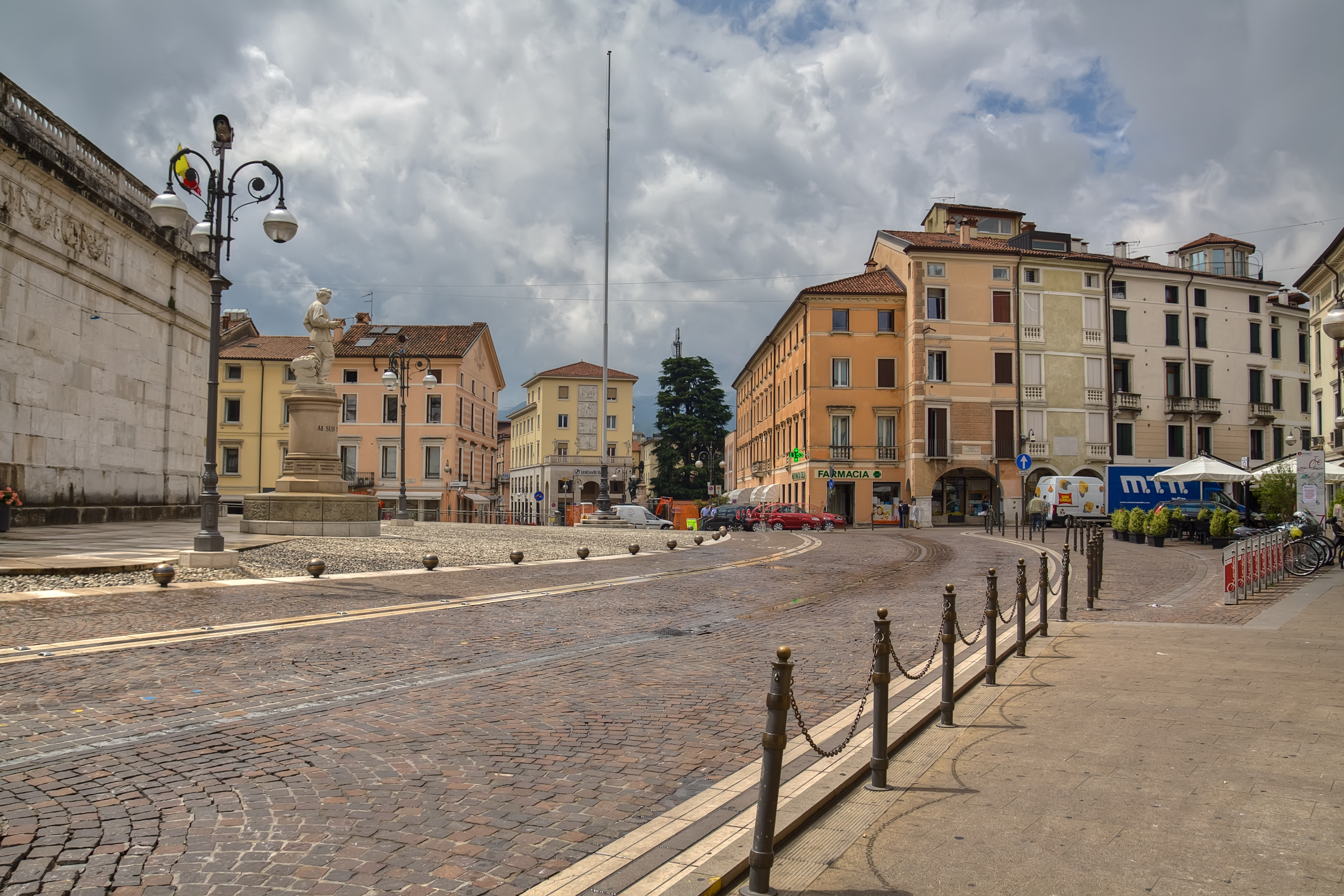
Piazza Alessandro Rossi
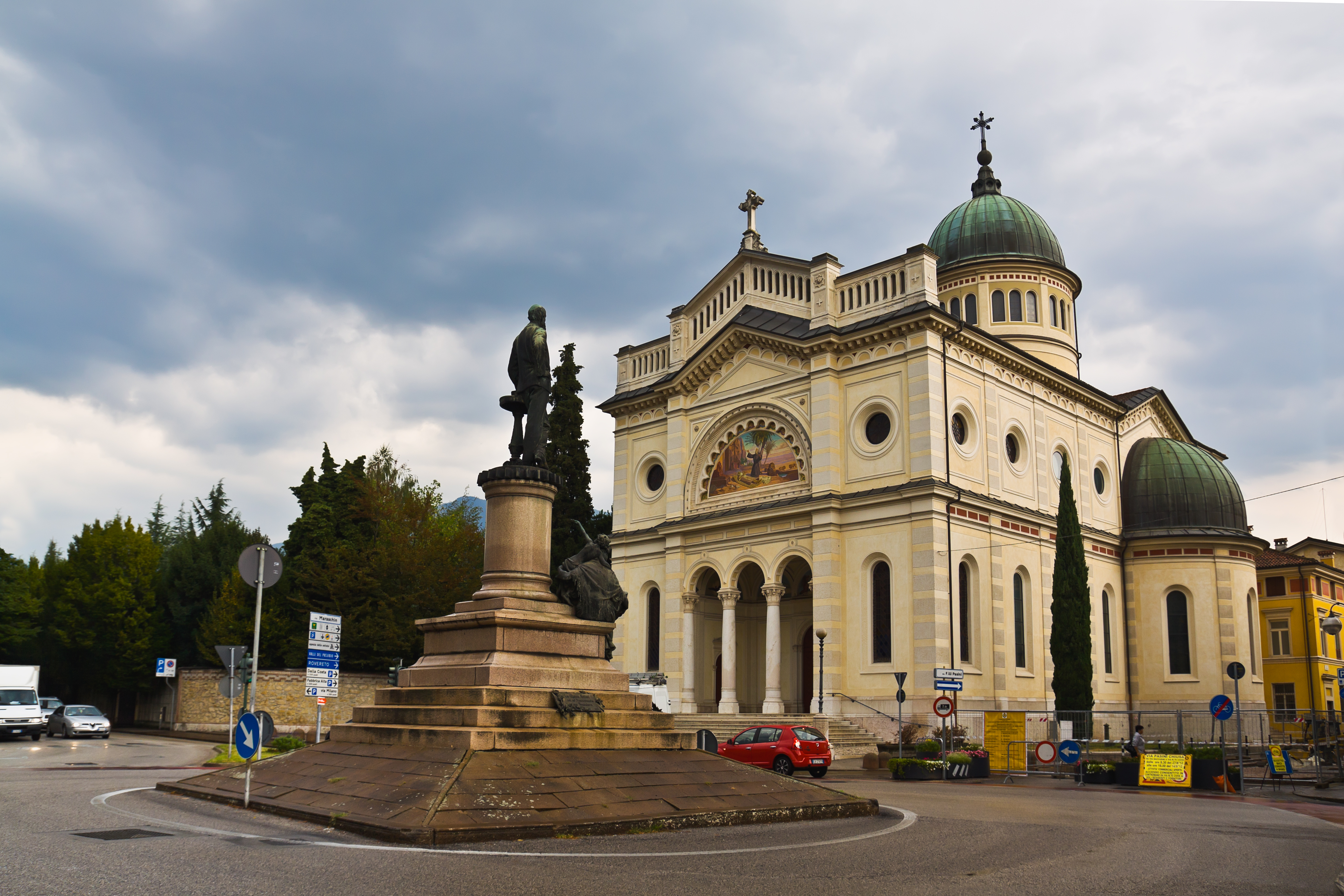
Monumento ad Alessandro Rossi in Schio
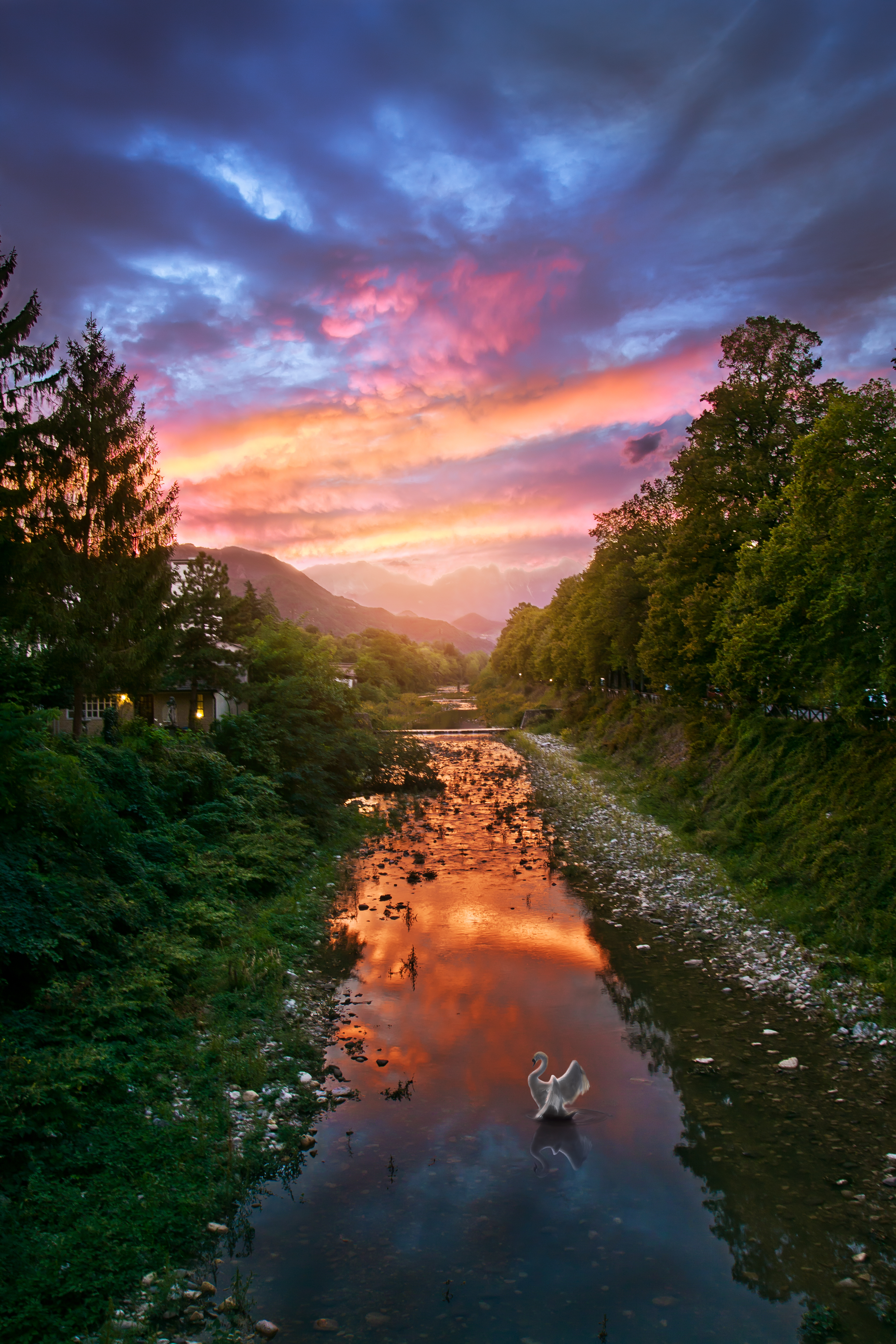
Viale Trento e Trieste
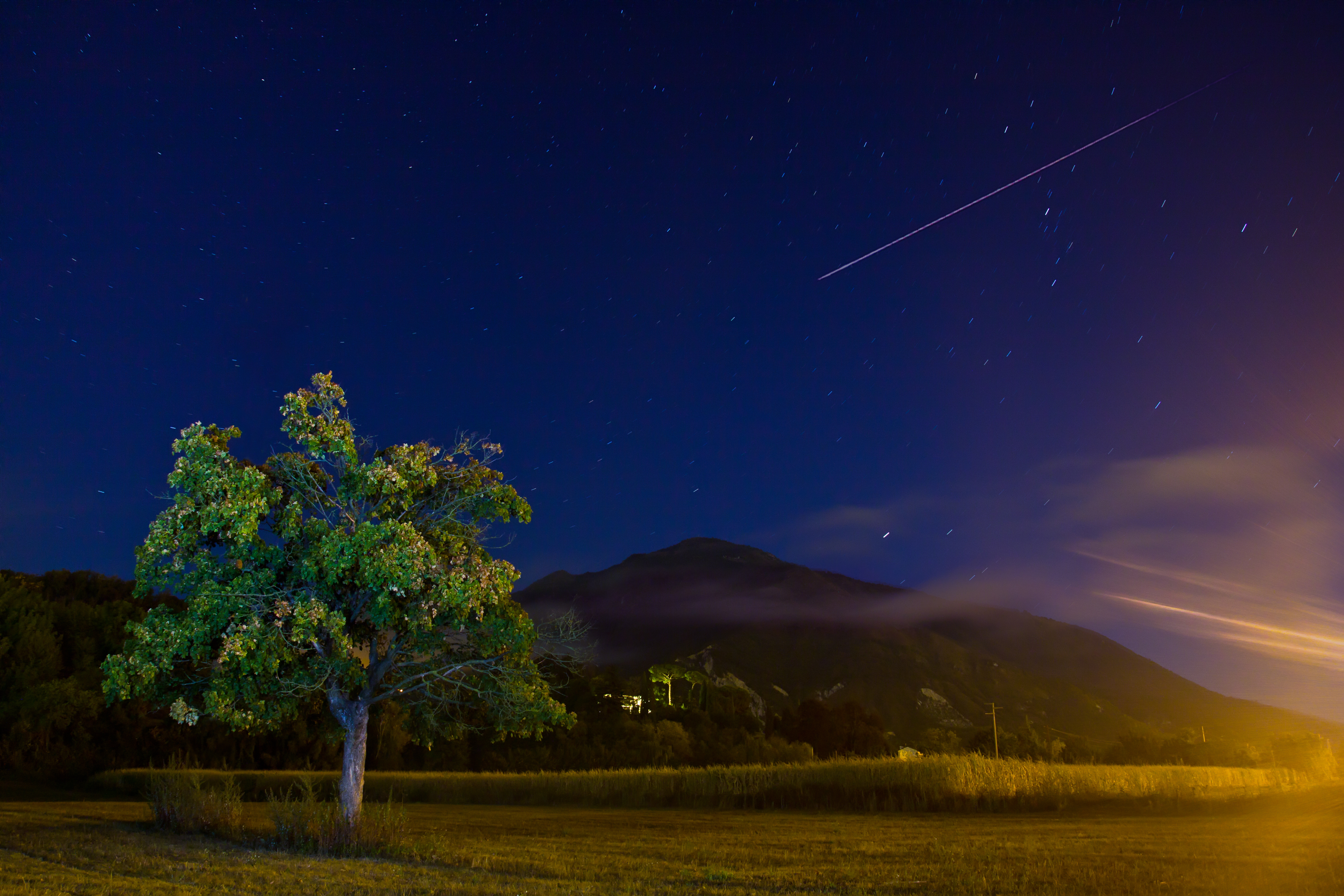
Summano at Night